# 1977-es Giro d’Italia
Az 1977-es Giro d’Italia volt a 60. olasz kerékpáros körverseny. Május 20-án kezdődött és június 12-én ért véget. Végső győztes a belga Michel Pollentier lett.

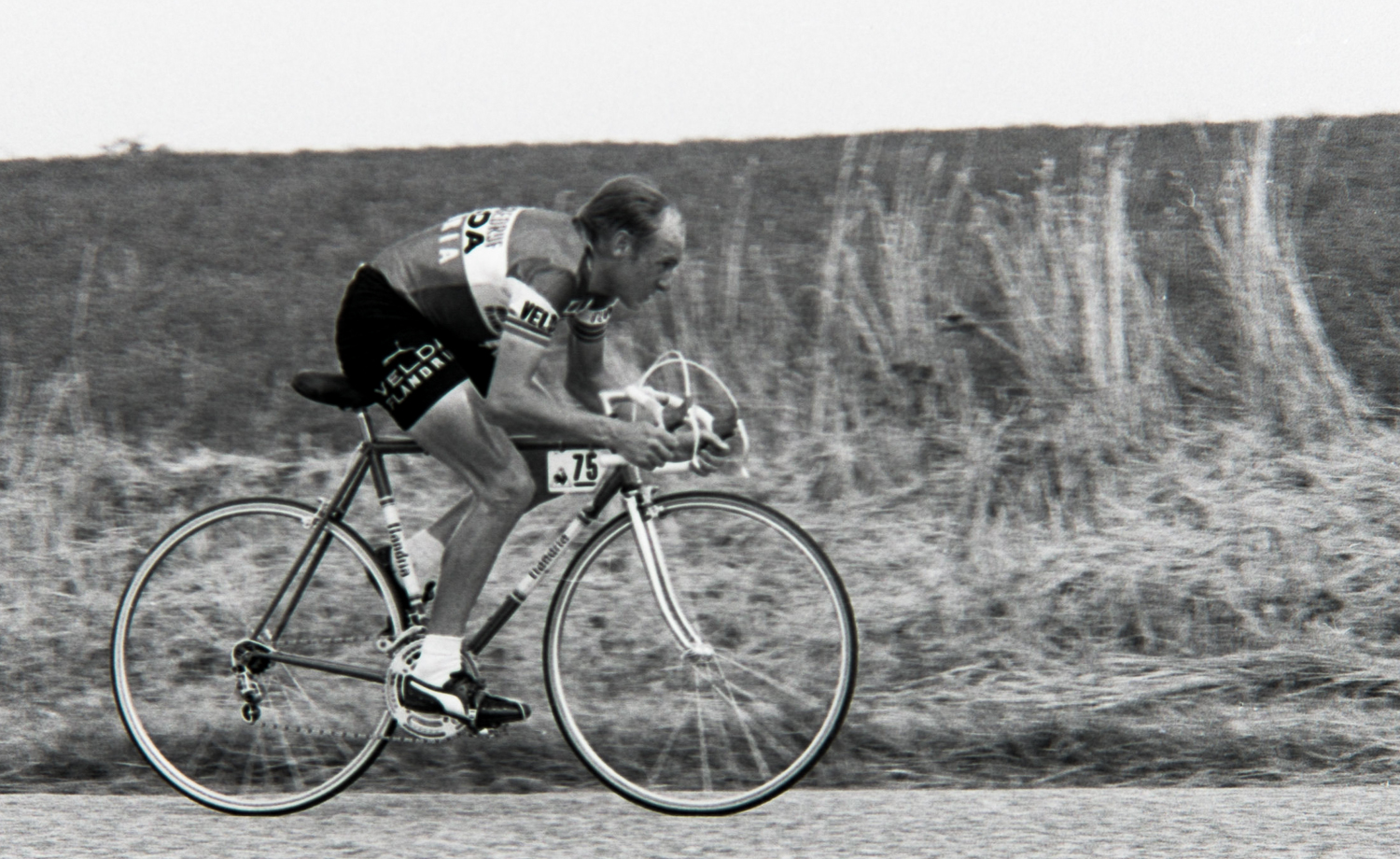
Michel Pollentier 1976-ban

## Végeredmény
|    | Versenyző                | Idő             |
| -- | ------------------------ | --------------- |
| 1  | Michel Pollentier        | 107 óra 27' 16" |
| 2  | Francesco Moser          | + 2' 32"        |
| 3  | Gianbattista Baronchelli | +4' 02"         |
| 4  | Alfio Vandi              | +7' 50"         |
| 5  | Wladimiro Panizza        | + 7' 56"        |
| 6  | Ronald De Witte          | + 10' 04"       |
| 7  | Walter Riccomi           | + 12' 28"       |
| 8  | Claudio Bortolotto       | + 13' 41"       |
| 9  | Mario Beccia             | + 13' 48"       |
| 10 | Wilmo Francioni          | + 16' 11"       |